# Oleni
Oleni (en rus: Олений) és un poble del krai de Primórie, a l'Extrem Orient de Rússia, que en el cens del 2010 tenia 1.246 habitants.